# U-328
U-328 – niemiecki okręt podwodny (U-Boot) typu VII C/41 z okresu II wojny światowej. Okręt wszedł do służby w 1944 roku.

## Historia
Wykorzystywany do treningu załogi w ramach 4. Flotylli U-Bootów, od maja 1945 roku w 11. Flotylli; przed zakończeniem wojny nie odbył żadnego patrolu bojowego.
Poddany 9 maja 1945 w Bergen (Norwegia), przebazowany 30 maja do Loch Ryan (Szkocja). Zatopiony 30 listopada 1945 roku w ramach operacji Deadlight przez lotnictwo.